# النواب الأربعة
النواب الأربعة هم السفراء الذين مثّلوا الواسطة بين المهدي وبين الشيعة إبّان الغيبة الصغرى وكانوا من وجوه الطائفة وأصحاب الأئمة المعروفين والمعتمد عليهم، وقد تسنّموا النيابة الخاصة عن المهدي واحداً تلو الآخر، وكانوا على اتصال مع سائر وكلاء الإمام في شتّى بقاع العالم الإسلامي يحملون إليهم رسائله وتوصياته المعروفة في الوسط الشيعي بالتوقيعات. استمرت سفارة النواب حوالي 70 سنة منذ عام 260 هـ وحتى عام 329 هـ وهي فترة الغيبة الصغرى.